# Алту-Такари (микрорегион)

Алту-Такари на карте.

Алту-Такари (порт. Microrregião do Alto Taquari) — микрорегион в Бразилии, входит в штат Мату-Гросу-ду-Сул. Составная часть мезорегиона Северо-центральная часть штата Мату-Гроссу-ду-Сул. Население составляет 117 174	 человека (на 2010 год). Площадь — 41 667,204	км². Плотность населения — 2,81	чел./км².

## Демография
Согласно сведениям, собранным в ходе переписи 2010 г. Национальным институтом географии и статистики (IBGE), население микрорегиона составляет:						
| Полное население                             | Полное население                             | Полное население                             | Полное население                             | 117 174 |
| -------------------------------------------- | -------------------------------------------- | -------------------------------------------- | -------------------------------------------- | ------- |
| в том числе:                                 | Городское население                          | 98 754                                       | Процент городского населения, %              | 84,28   |
|                                              | Сельское население                           | 18 420                                       | Процент сельского населения, %               | 15,72   |
|                                              | Мужское население                            | 59 864                                       | Процент мужского населения, %                | 51,09   |
|                                              | Женское население                            | 57 310                                       | Процент женского населения, %                | 48,91   |
| Плотность населения, чел/км²                 | Плотность населения, чел/км²                 | Плотность населения, чел/км²                 | Плотность населения, чел/км²                 | 2,81    |
| Население микрорегиона в % к населению штата | Население микрорегиона в % к населению штата | Население микрорегиона в % к населению штата | Население микрорегиона в % к населению штата | 4,78    |

## Статистика
- Валовой внутренний продукт на 2003 год составляет 1 283 389 582,00 реалов (данные: Бразильский институт географии и статистики).
- Валовой внутренний продукт на душу населения на 2003 год составляет 11 367,75 реалов (данные: Бразильский институт географии и статистики).
- Индекс развития человеческого потенциала на 2000 год составляет 0,751 (данные: Программа развития ООН).

## Состав микрорегиона
В состав микрорегиона включены следующие муниципалитеты:
1. Алсинополис
2. Камапуан
3. Кошин
4. Фигейран
5. Педру-Гомис
6. Риу-Верди-ди-Мату-Гросу
7. Сонора
8. Сан-Габриел-ду-Уэсти